# Pierreval
Pierreval est une commune française située dans le département de la Seine-Maritime en région Normandie.

## Géographie

### Localisation
|                        | La Rue-Saint-Pierre | Longuerue |
| Saint-André-sur-Cailly | Pierreval           | Bierville |
|                        | Morgny-la-Pommeraye |           |

### Hydrographie
La commune est située dans le bassin Seine-Normandie. Elle n'est drainée par aucun cours d'eau,.

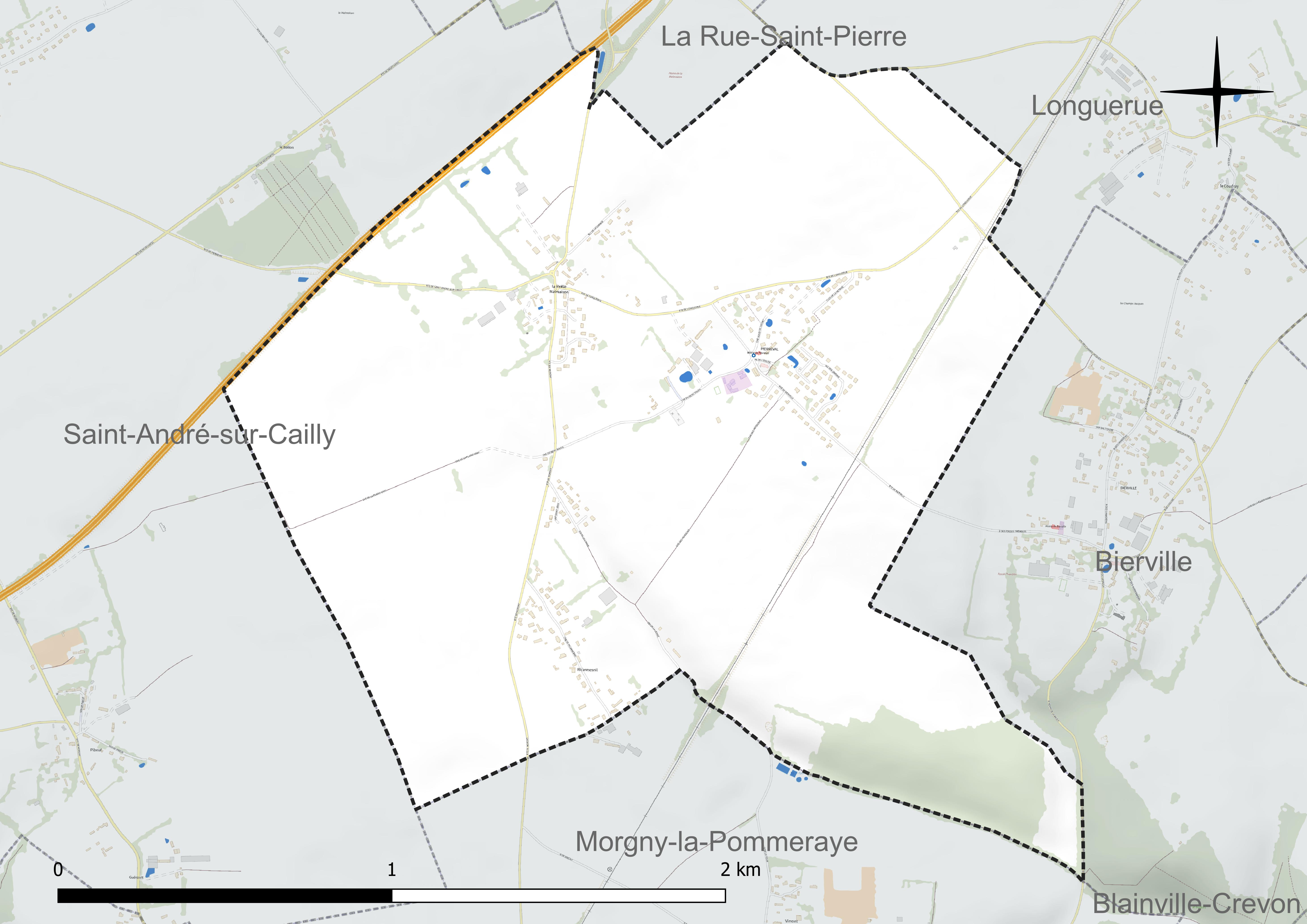
Réseau hydrographique de Pierreval.

### Climat
Pour des articles plus généraux, voir Climat de la Normandie et Climat de la Seine-Maritime.
En 2010, le climat de la commune est de type climat océanique dégradé des plaines du Centre et du Nord, selon une étude du CNRS s'appuyant sur une série de données couvrant la période 1971-2000. En 2020, Météo-France publie une typologie des climats de la France métropolitaine dans laquelle la commune est exposée à un climat océanique et est dans la région climatique Côtes de la Manche orientale, caractérisée par un faible ensoleillement (1 550 h/an) ; forte humidité de l’air (plus de 20 h/jour avec humidité relative > 80 % en hiver), vents forts fréquents. Parallèlement le GIEC normand, un groupe régional d’experts sur le climat, différencie quant à lui, dans une étude de 2020, trois grands types de climats pour la région Normandie, nuancés à une échelle plus fine par les facteurs géographiques locaux. La commune est, selon ce zonage, exposée à un « climat maritime », correspondant au Pays de Caux, frais, humide et pluvieux, légèrement plus frais que dans le Cotentin.
Pour la période 1971-2000, la température annuelle moyenne est de 10 °C, avec une amplitude thermique annuelle de 14,3 °C. Le cumul annuel moyen de précipitations est de 831 mm, avec 12,8 jours de précipitations en janvier et 8,8 jours en juillet. Pour la période 1991-2020, la température moyenne annuelle observée sur la station météorologique la plus proche, située sur la commune de Rouen à 16 km à vol d'oiseau, est de 12,6 °C et le cumul annuel moyen de précipitations est de 817,9 mm,. Pour l'avenir, les paramètres climatiques de la commune estimés pour 2050 selon différents scénarios d’émission de gaz à effet de serre sont consultables sur un site dédié publié par Météo-France en novembre 2022.

## Urbanisme

### Typologie
Au 1er janvier 2024, Pierreval est catégorisée commune rurale à habitat dispersé, selon la nouvelle grille communale de densité à sept niveaux définie par l'Insee en 2022.
Elle est située hors unité urbaine. Par ailleurs la commune fait partie de l'aire d'attraction de Rouen, dont elle est une commune de la couronne,. Cette aire, qui regroupe 317 communes, est catégorisée dans les aires de 200 000 à moins de 700 000 habitants,.

### Occupation des sols
L'occupation des sols de la commune, telle qu'elle ressort de la base de données européenne d’occupation biophysique des sols Corine Land Cover (CLC), est marquée par l'importance des territoires agricoles (95,4 % en 2018), une proportion identique à celle de 1990 (95,4 %). La répartition détaillée en 2018 est la suivante : 
terres arables (67,1 %), prairies (28,4 %), forêts (4,6 %). L'évolution de l’occupation des sols de la commune et de ses infrastructures peut être observée sur les différentes représentations cartographiques du territoire : la carte de Cassini (XVIIIe siècle), la carte d'état-major (1820-1866) et les cartes ou photos aériennes de l'IGN pour la période actuelle (1950 à aujourd'hui).

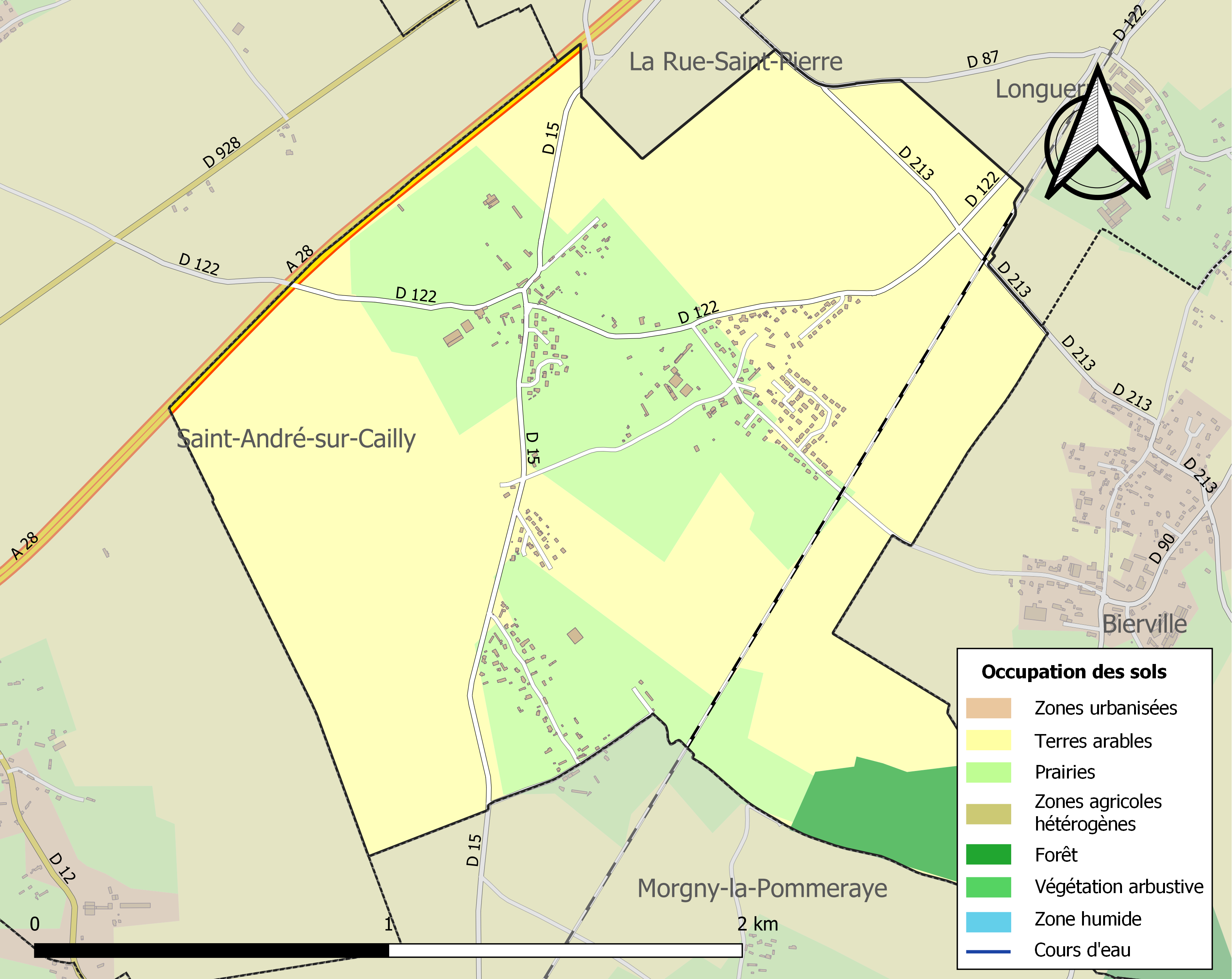
Carte des infrastructures et de l'occupation des sols de la commune en 2018 (CLC).

### Habitat et logement
En 2019, le nombre total de logements dans la commune était de 214, alors qu'il était de 177 en 2014 et de 157 en 2009.
Parmi ces logements, 95,2 % étaient des résidences principales, 1,4 % des résidences secondaires et 3,4 % des logements vacants. Ces logements étaient pour 100 % d'entre eux des maisons individuelles et pour 0 % des appartements.
Le tableau ci-dessous présente la typologie des logements à Pierreval en 2019 en comparaison avec celle de la Seine-Maritime et de la France entière. Une caractéristique marquante du parc de logements est ainsi une proportion de résidences secondaires et logements occasionnels (1,4 %) inférieure à celle du département (4 %) mais supérieure à celle de la France entière (9,7 %). Concernant le statut d'occupation de ces logements, 95,9 % des habitants de la commune sont propriétaires de leur logement (96 % en 2014), contre 53 % pour la Seine-Maritime et 57,5 pour la France entière.
| Typologie                                               | Pierreval | Seine-Maritime | France entière |
| ------------------------------------------------------- | --------- | -------------- | -------------- |
| Résidences principales (en %)                           | 95,2      | 87,8           | 82,1           |
| Résidences secondaires et logements occasionnels (en %) | 1,4       | 4              | 9,7            |
| Logements vacants (en %)                                | 3,4       | 8,2            | 8,2            |

## Toponymie
Le nom de la localité est attesté sous les formes PETRAE VALLIS (empire byzantin avant l'apparition de l'islam) en 1024, PETREE VALLIS en 1034. Ces deux noms formés sous le duc Robert le Magnifique ont un lien direct avec ARABIA PETRAE ou ARABIA PETREE lieu de pèlerinage vers le Mont Sinaï où se trouve le monastère de Sainte Catherine d'Alexandrie. Siméon de Trèves apporta au vicomte Gosselin d'Arques la relique de la Sainte déposée dans la châsse de l'abbaye Sainte-Catherine-du-Mont de Rouen.
Le duc Robert le Magnifique lui donne son nom et Guillaume de Volpiano n'y est pas étranger[pourquoi ?], la Petra Imperatoris d'où le nom de Vallis petrae. Saint Benoît vécut dans la forêt de Vallepietra et fonda le monastère de SUBIACO, situé à proximité (femmes pleurent le Christ mort
L'étymologie de ce nom provient de l'agglutination du nom de personne gallo-romain petrus et vallis qui signifie : « la vallée de pierre » .
Au hameau de  Ricarmesnil comme à Pierreval, la toponymie gallo-romaine cède surtout la place à partir du VIe siècle aux formations romanes caractérisées par l’emploi d’une gamme d’appellatifs de valeur géographique, tels que val, mont, bosc ou bois, ou représentatifs de l’habitat humain, comme cour, ville, villiers et mesnil.
Pendant la Révolution française, la commune a été dénomée Pierre Vas.

## Histoire

### Préhistoire
Des haches à talon de type à écusson ont été découvertes en 2011 au hameau de Ricarmesnil, qui sont datables autour de l'âge du Bronze moyen I, établissant ainsi l'ancienneté de l'occupation humaine à Pierreval.

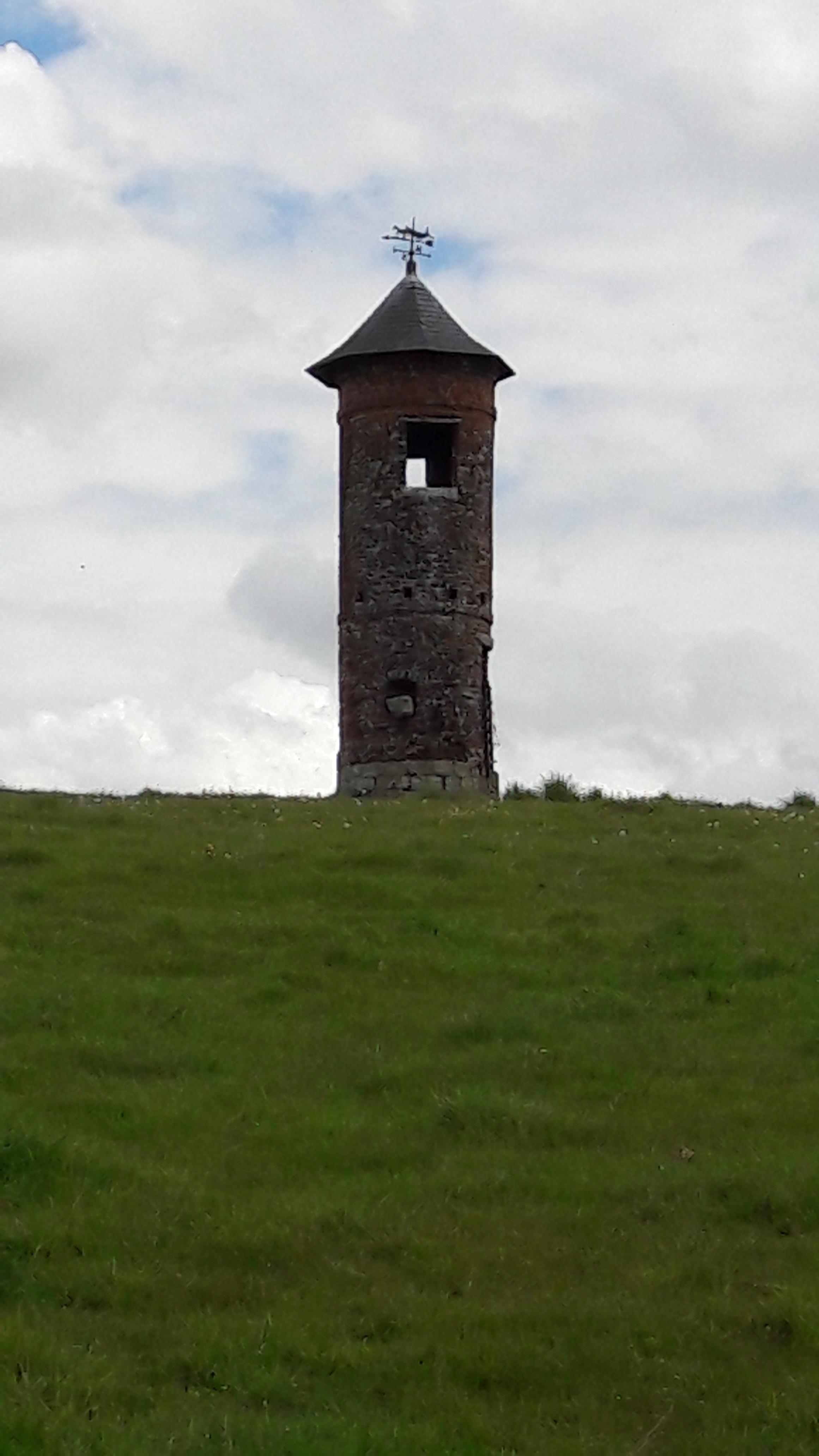
Le relais de poste ainsi que celui du chasse-marée étaient d'une importance capitale pour le remplacement des chevaux. Le poisson devait arriver à Paris avant.
Le chemin depuis Dieppe vers Radepont puis Paris exigeait un entretien permanent et était assuré par le seigneur.

### Moyen Âge
Le duc de Normandie Robert le Magnifique mentionne, dans l'une de ses chartes, que Pierreval est une possession de l'église de Rouen, sous le nom de Petræ Vallis.
Le hameau de la Vieille Malmaison a été un relais de poste royale sous Louis XIII en 1633.
La tour de guet du chasse-marée nous rappelle que Petrae Vallis fut un grand carrefour commercial du plateau nord[réf. nécessaire]. le poisson et la poste en témoignent.

## Politique et administration

### Rattachements administratifs et électoraux

#### Rattachements administratifs
La commune se trouve dans l'arrondissement de Rouen du département de la Seine-Maritime.
Elle faisait partie depuis 1793 du canton de Buchy. Dans le cadre du redécoupage cantonal de 2014 en France, cette circonscription administrative territoriale a disparu, et le canton n'est plus qu'une circonscription électorale.

#### Rattachements électoraux
Pour les élections départementales, la commune est membre depuis 2014 du  canton du Mesnil-Esnard
Pour l'élection des députés, elle fait partie de la deuxième circonscription de la Seine-Maritime.

### Intercommunalité
Pierreval était membre de la communauté de communes du Moulin d'Écalles, un établissement public de coopération intercommunale (EPCI) à fiscalité propre créé fin 1994  et auquel la commune avait transféré un certain nombre de ses compétences, dans les conditions déterminées par le code général des collectivités territoriales.
Dans le cadre des dispositions de la loi portant nouvelle organisation territoriale de la République du 7 août 2015, qui prévoit que les établissements publics de coopération intercommunale (EPCI) à fiscalité propre doivent avoir un minimum de 15 000 habitants, cette intercommunalité a fusionné avec sa voisine pour former, le 1er janvier 2017, la communauté de communes Inter-Caux-Vexin dont est désormais membre la commune.

### Liste des maires
| Période                                  | Période                       | Identité        | Étiquette | Qualité                 |
| ---------------------------------------- | ----------------------------- | --------------- | --------- | ----------------------- |
| 1874                                     |                               | Gustave Valle   |           |                         |
| 1936                                     | 1939                          | Pierre Valle    |           |                         |
| Les données manquantes sont à compléter. |                               |                 |           |                         |
| juin 1995                                | mars 2001                     | Hubert Maertens |           |                         |
| mars 2001                                | mai 2020                      | Paul Grevet     | EXD       |                         |
| mai 2020                                 | En cours (au 2 décembre 2022) | Sabrina Hubert  |           | Infirmière anesthésiste |

## Démographie
L'évolution du nombre d'habitants est connue à travers les recensements de la population effectués dans la commune depuis 1793. Pour les communes de moins de 10 000 habitants, une enquête de recensement portant sur toute la population est réalisée tous les cinq ans, les populations de référence des années intermédiaires étant quant à elles estimées par interpolation ou extrapolation. Pour la commune, le premier recensement exhaustif entrant dans le cadre du nouveau dispositif a été réalisé en 2006.

En 2022, la commune comptait 522 habitants, en évolution de −3,51 % par rapport à 2016 (Seine-Maritime : +0,35 %, France hors Mayotte : +2,11 %).
| 1793 | 1800 | 1806 | 1821 | 1831 | 1836 | 1841 | 1846 | 1851 |
| ---- | ---- | ---- | ---- | ---- | ---- | ---- | ---- | ---- |
| 204  | 200  | 199  | 184  | 202  | 227  | 235  | 224  | 207  |

| 1856 | 1861 | 1866 | 1872 | 1876 | 1881 | 1886 | 1891 | 1896 |
| ---- | ---- | ---- | ---- | ---- | ---- | ---- | ---- | ---- |
| 189  | 194  | 205  | 191  | 167  | 155  | 140  | 113  | 129  |

| 1901 | 1906 | 1911 | 1921 | 1926 | 1931 | 1936 | 1946 | 1954 |
| ---- | ---- | ---- | ---- | ---- | ---- | ---- | ---- | ---- |
| 132  | 149  | 152  | 132  | 142  | 125  | 126  | 148  | 142  |

| 1962 | 1968 | 1975 | 1982 | 1990 | 1999 | 2006 | 2011 | 2016 |
| ---- | ---- | ---- | ---- | ---- | ---- | ---- | ---- | ---- |
| 153  | 135  | 154  | 348  | 358  | 328  | 434  | 417  | 541  |

| 2021 | 2022 | - | - | - | - | - | - | - |
| ---- | ---- | - | - | - | - | - | - | - |
| 532  | 522  | - | - | - | - | - | - | - |

## Culture locale et patrimoine

### Lieux et monuments

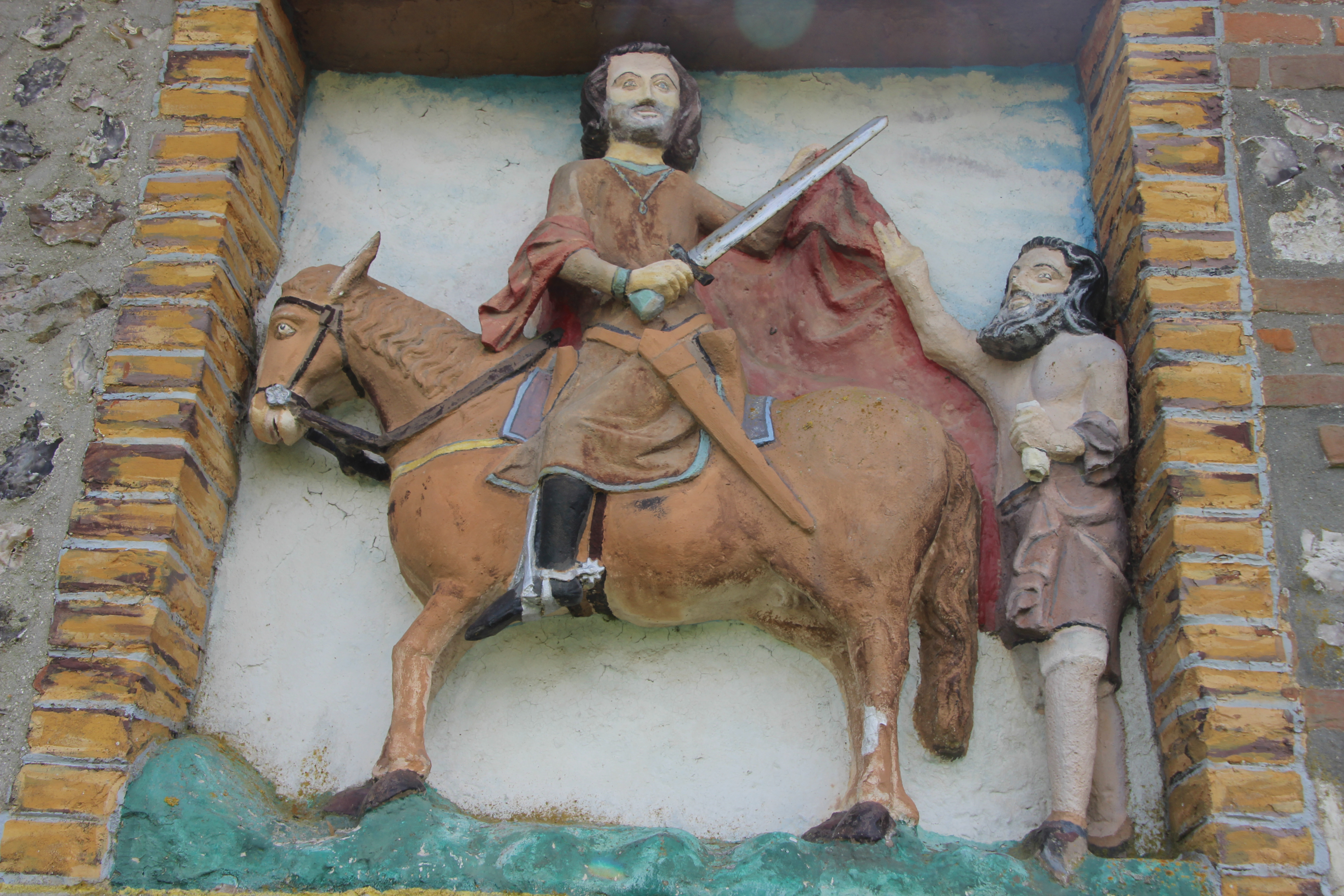
Relief de Saint Martin sur la façade nord-ouest de l'église

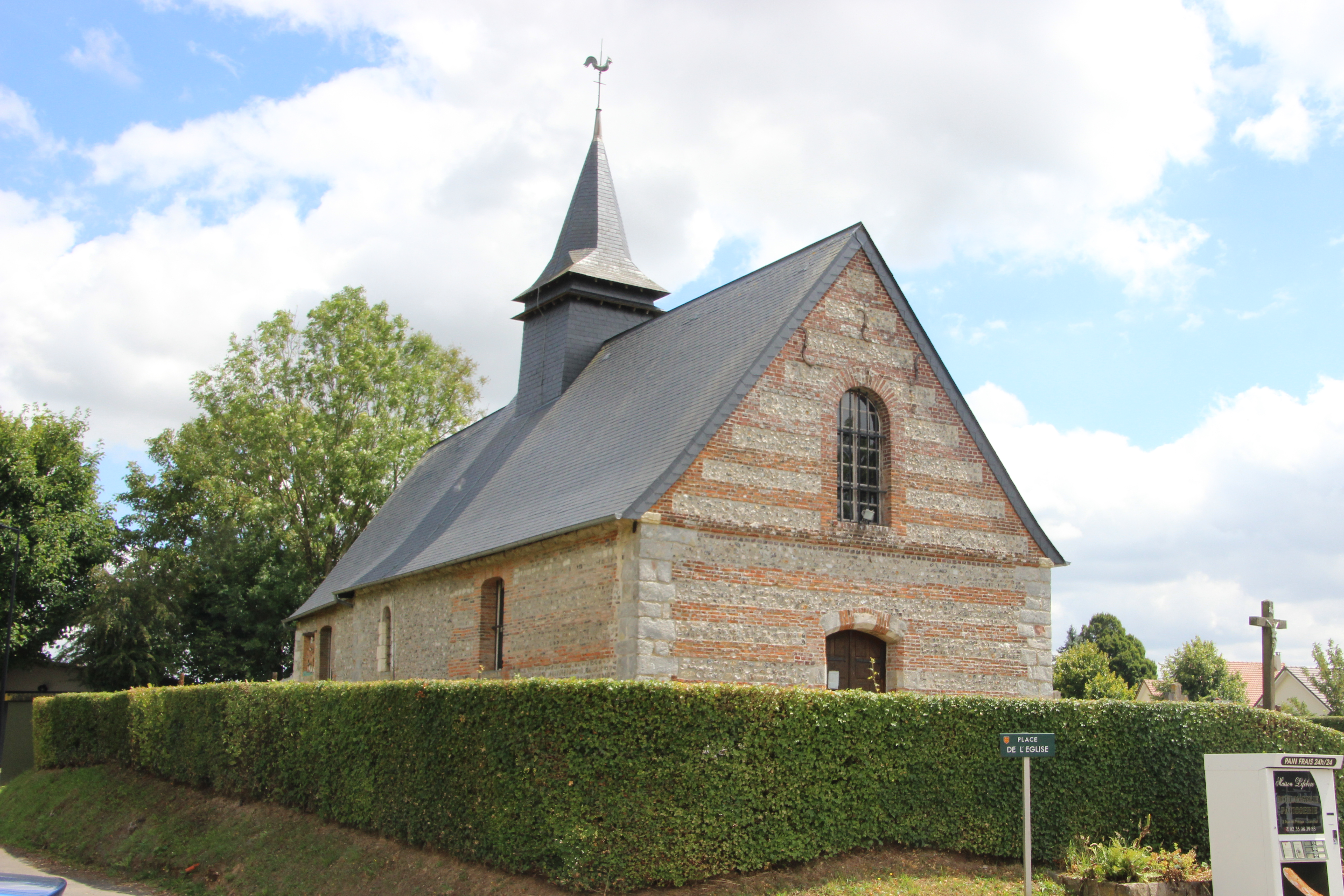
L'église.

- Église Saint-Martin. Le saint Martin représenté sur la façade Nord-Ouest de l'église de Pierreval, laissé à l'abandon, a été restauré pour la première fois en 2000 par Vincent Gallart et Claude Sure, tous deux villageois de la commune. Les couleurs vives permettent de distinguer les détails de ce bas-relief.
L'édifice met en œuvre la géométrie sacrée de l'église, à la suite de la réflexion des maîtres de l’École de Chartres qui estiment au XIe siècle que les mathématiques sont le maillon qui relie Dieu au monde, tel un instrument magique qui révèle les secrets de l’un et de l’autre[25],[26].

### Personnalités liées à la commune
- Jean Cholet, archidiacre s'est rendu à Pierreval  sous Eudes Rigaud, entre les années 1248 et 1275. Le pape Martin IV le crée cardinal lors du consistoire du 12 avril 1281. Le cardinal Cholet est légat apostolique en Angleterre, en France et en Pologne.
- Marie-Juliette Louvet, grand-mère du prince Rainier III de Monaco, est née le 9 mai 1867 à Pierreval. Un chemin porte son nom. Il est possible de voir le panneau sur le côté gauche de la mairie.
- La famille Louvet, (Jacques-Antoine était agriculteur et éleveur de chevaux en mars 1823) comme les générations précédentes.